# Helgoland (1879)
«Гельголанд» броненосцем берегової оборони Датського королівського флоту, який отримав свою назву на честь перемоги Данії в битві при Гельголанді у 1864 р. над об'єднаною пруським та австрійською ескадрою під час Другої Війни за  Шлезвіг.  Оскільки результат битви не був очевидний, австрійці вважали, що виграли вони, тому  аналогічну назву носив і австро-угорський крейсер.  

## Запуск та функції

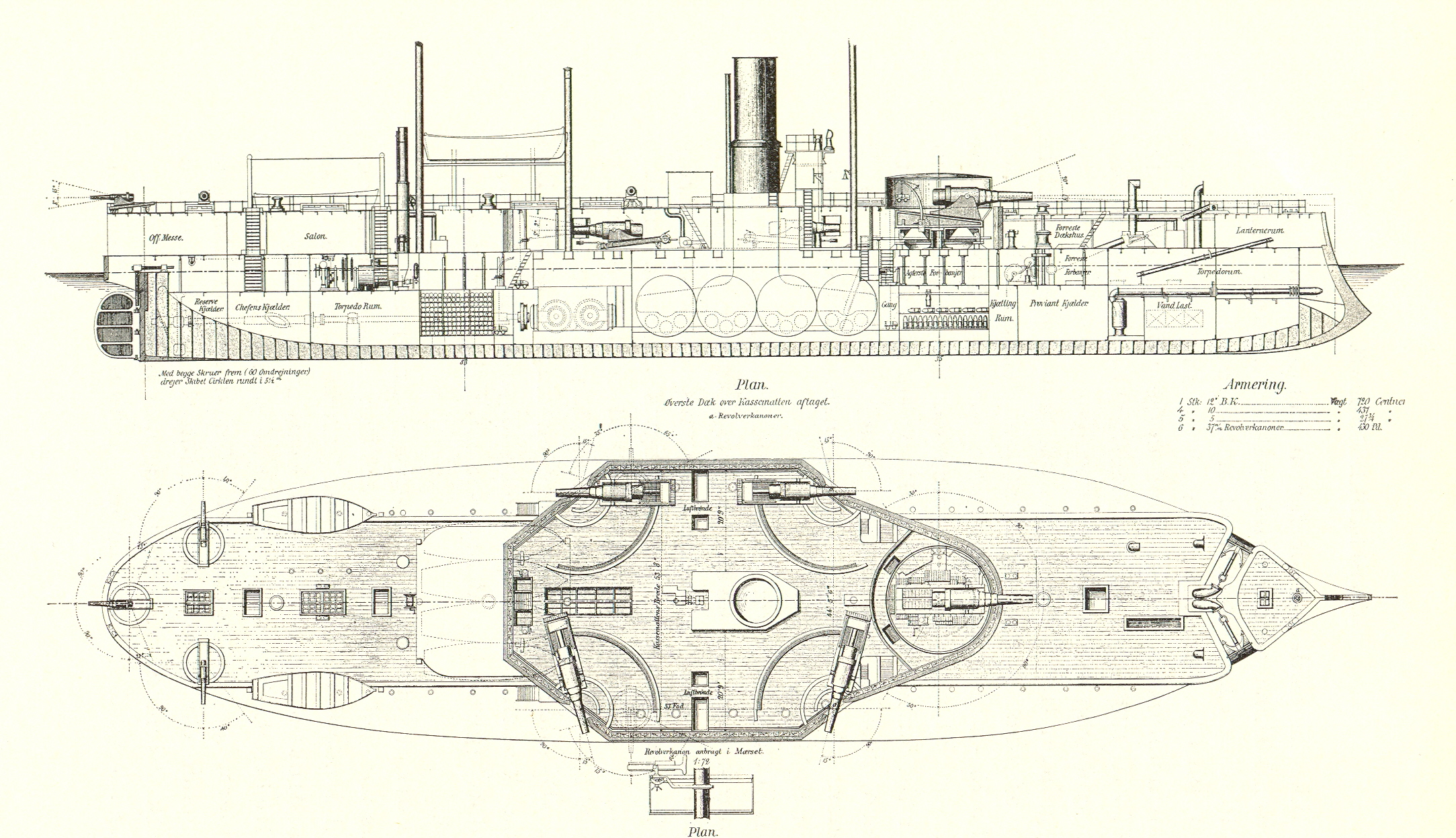
Схема «Гельголанда»

Корабель був закладений 20 травня 1876 року. Його спустили на воду 9 травня 1878 р. та включили до складу флоту 20 серпня 1879 року.   Мав 5480   тонн водотоннажності, його парові машини дали йому максимальну потужність 4000  CV та швидкість 13  вузлів. Його броня складалася з броньованого поясу, який досягав 305 міліметрів. 260-міліметрову броню мали барбети та каземати артилерії. Палуба була 52   мм  Озброєння «Гельголанда» складалося з  305 міліметрової гармати, чотирьох  260 міліметрових гармат і п'яти 120  міліметрових.  

## Доля
Він був виключений зі списків флоту 29 червня 1907 р., того ж року був утилізований у Дордрехті, Нідерланди . 